# Zerna

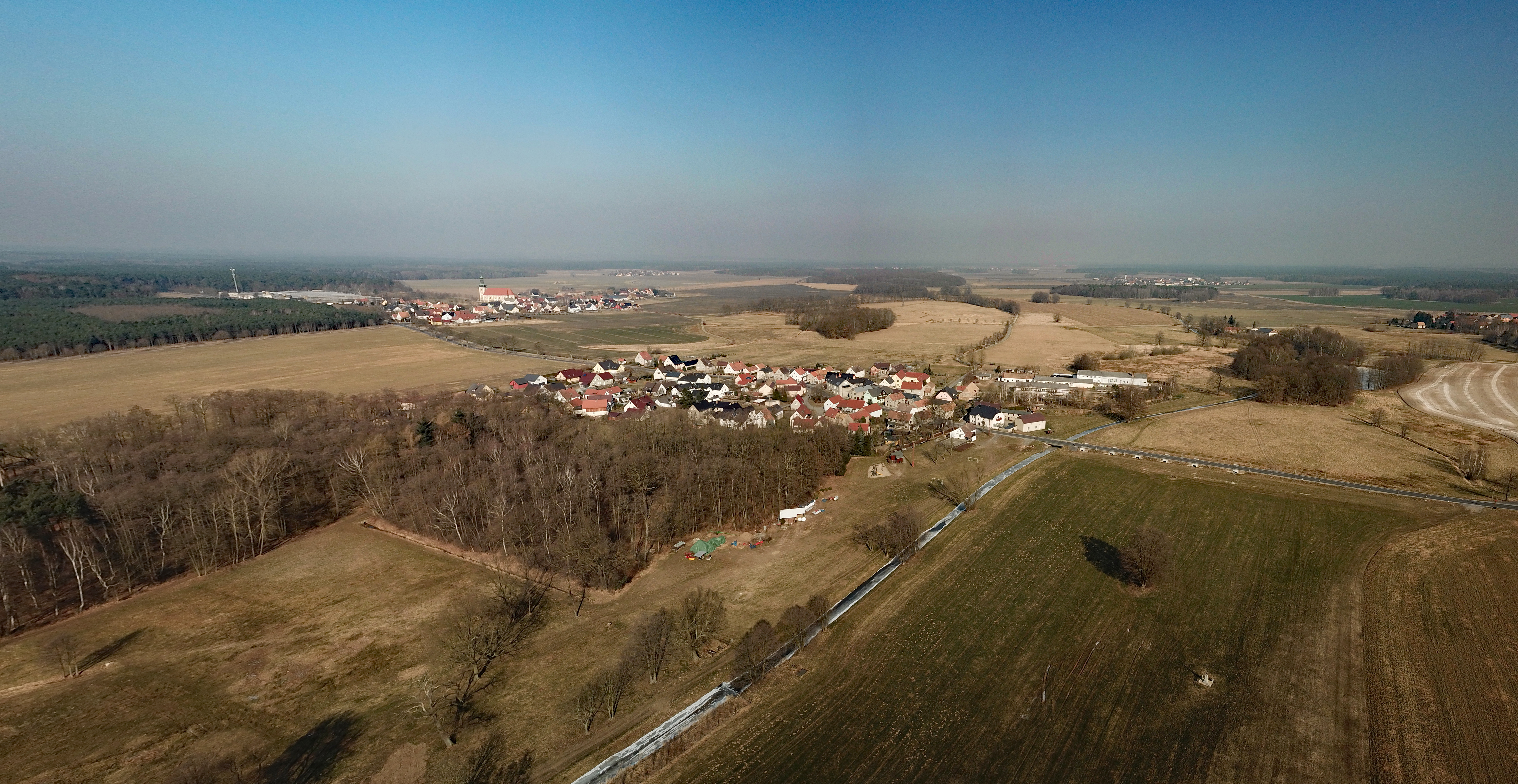
Luftbild mit dem Klosterwasser im Vordergrund

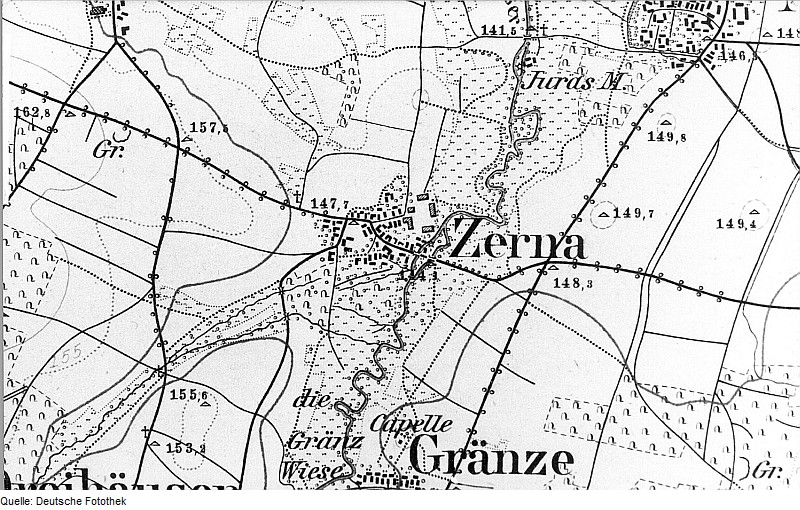
Zerna auf dem Messtischblatt von 1884

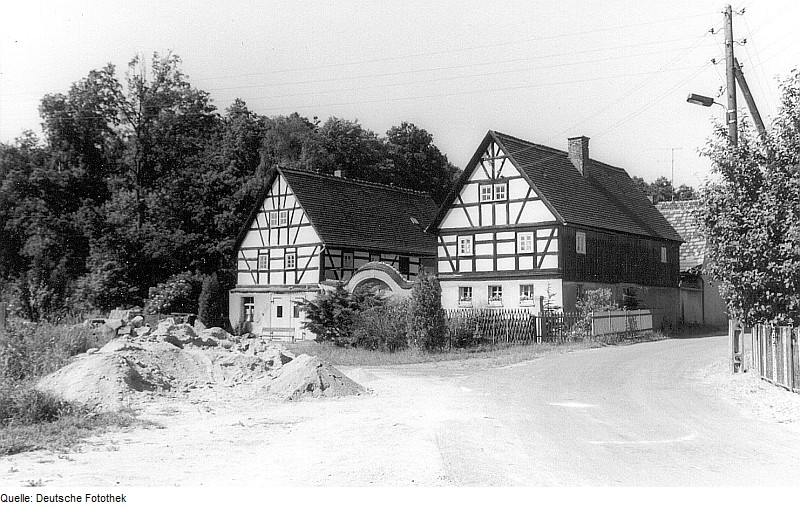
Die ehemalige Zernaer Schmiede

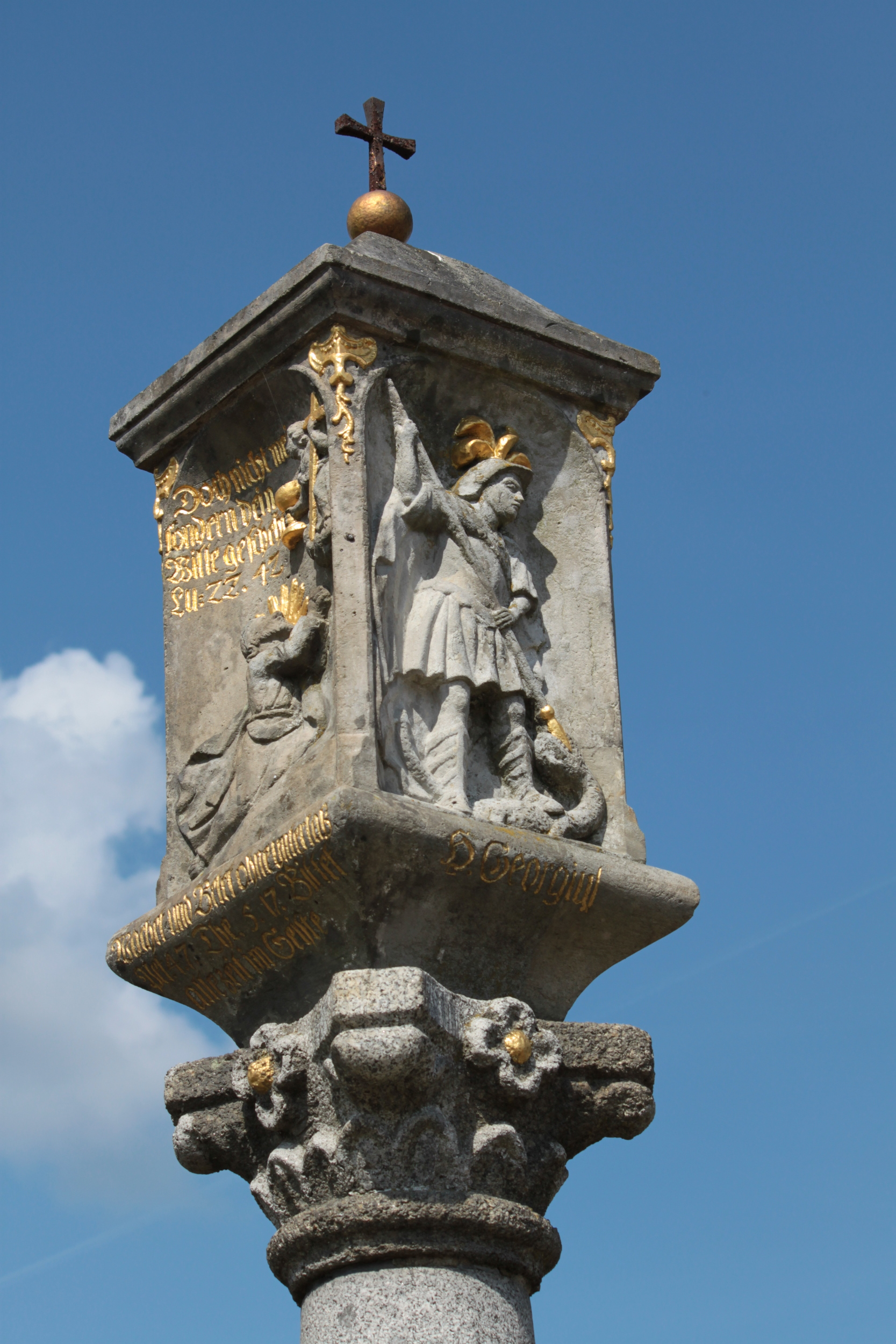
Bildstock von 1790 östlich des Ortes

Zerna, obersorbisch Sernjanyⓘ, ist ein Ort im Zentrum des Landkreises Bautzen in Ostsachsen und gehört seit 1994 zur Gemeinde Ralbitz-Rosenthal. Der Ort liegt in der Oberlausitz und zählt zum Kernsiedlungsgebiet der Sorben. Die Mehrzahl der Einwohner spricht Sorbisch als Muttersprache.

## Geografie
Der Ort befindet sich etwa zehn Kilometer östlich von Kamenz und 17 Kilometer nordwestlich von Bautzen in der landwirtschaftlich genutzten Flussaue des Klosterwassers auf dessen linker Seite. Zerna liegt in Delany, dem „Niederland“ der ehemaligen Mariensterner Klosterpflege.
Siedlungshistorisch ist Zerna ein Rundweiler, der später in westliche Richtung erweitert wurde. In der Nähe des Klosterwassers befindet sich der Zernaer Gutshof. Die Nachbarorte sind Naußlitz im Nordosten, Caßlau und Doberschütz im Osten, Horka im Südosten, Gränze im Süden und Rosenthal im Nordwesten. Durch Zerna verläuft die sächsische Staatsstraße 97.

## Geschichte
Die Siedlung wurde erstmals 1419 als Czscherna urkundlich erwähnt. Schon ab 1551 ist die heutige Namensform verzeichnet. Schon vorher bestand eine Wasserburg südlich der heutigen Ortslage. Mindestens seit dem 16. Jahrhundert war in Zerna ein Rittergut ansässig, welches auch die Grundherrschaft im Ort innehatte. Der Ort war von alters her bis 1716 nach Crostwitz gepfarrt. 1838 kauft das Kloster St. Marienstern, welches in der Umgebung großen Grundbesitz hat, das Zernaer Rittergut auf.
Zerna war bis zum 1. Januar 1974 eine eigenständige Landgemeinde, seit 1957 mit Gränze als Ortsteil. Dann wurde es zunächst nach Rosenthal eingemeindet und kam schließlich am 1. Januar 1994 zur Gemeinde Ralbitz-Rosenthal.

## Bevölkerung und Sprache
Für seine Statistik über die sorbische Bevölkerung in der Oberlausitz ermittelte Arnošt Muka in den achtziger Jahren des 19. Jahrhunderts eine Bevölkerungszahl von 160; darunter ausnahmslos Sorben. Ernst Tschernik zählte 1956 in der Gemeinde Zerna einen sorbischsprachigen Bevölkerungsanteil von 97,9 %. Auch heute ist Sorbisch die vorherrschende Alltagssprache im Ort.
Die Bevölkerungszahl stieg zwischen 1834 und 1939 von 132 auf 177 an. Nach dem Zweiten Weltkrieg nahm der Ort zahlreiche Heimatvertriebene aus den ehemaligen Ostgebieten auf, sodass die Bevölkerungszahl im Jahre 1950 bei 210 lag. Anders als viele Orte in Ostsachsen unterlag Zerna nach 1990 keinem wesentlichen Bevölkerungsschwund. Die Einwohnerzahl pendelte in diesem Zeitraum zwischen 180 und 200.
Die gläubigen Einwohner sind zum größten Teil römisch-katholisch nach Ralbitz gepfarrt, der kleine evangelische Anteil zählt zur Kirchgemeinde Schmeckwitz.

## Infrastruktur
Durch Zerna verläuft die Staatsstraße 97 nach Kamenz, unweit des Ortes zudem die Staatsstraßen 101 (Königswartha-Uhyst) und 92 nach Bernsdorf. Der nächste Autobahnanschluss der A 4, Uhyst am Taucher, ist zehn Kilometer entfernt.

## Persönlichkeiten
- Róža Domašcyna (* 1951), Lyrikerin und Übersetzerin, geboren in Zerna